# Bolken
Bolken est une commune suisse du canton de Soleure, située dans le district de Wasseramt.